# Forró rágógumi 5.
A Forró rágógumi 5. ( Roman Za'ir ,  Eis am Stiel 5 Die große Liebe ,  Lemon Popsicle V. -Baby Love) 1983-as izraeli–német kultuszfilm. A Forró rágógumi sorozat ötödik darabja. Az előző négy résszel ellentétben Boaz Davidson helyett Dan Wolman ült a rendezői székbe, és ezzel lényegében az egész stáb lecserélődött.

## Történet
Itt a vakáció, és a három belevaló, jópofa srác újra készen áll a csínytevésre és a bajkeverésre. Benji, Hughy és Bobby nyári szünetének napjai két kedvenc időtöltésükkel telnek: a motorok és a nők imádatával. Benjit elbűvöli Bobby húga, és úgy tűnik, hogy érdeklődésével a fiúk barátsága kerül veszélybe. Benji szerint, hogy Gili elég idős már a szerelemre, Bobby viszont úgy ítéli meg, hogy a húga még túl fiatal. Benji szerelme forrón lángol, és fiatalkorának legszebb nyarát éli meg.

## Szereplők
| Szerep             | Színész            | Magyar hang |
| ------------------ | ------------------ | ----------- |
| Benji / Bentzi     | Yftach Katzur      |             |
| Bobby / Momo       | Jonathan Sagall    |             |
| Huey / Yudale      | Zachi Noy          |             |
| Romek, Benji apja  | Menashe Warshavsky |             |
| Sonja, Benji anyja | Dvora Kedar        |             |
| Ginny              | Stephanie Petsch   |             |
| Ruthi              | Sabrina Cheval     |             |
| Froggy             | Avi Hadash         |             |

## Érdekességek
Magyarországon nem jelent meg soha szinkronnal.